# Vuốt dài ngực hồng
Macronyx ameliae (tên tiếng Anh: Vuốt dài ngực hồng) là một loài chim trong họ Motacillidae.
Loài chim này Nó được tìm thấy trong Angola, Botswana, Cộng hòa Dân chủ Congo, Kenya, Malawi, Mozambique, Namibia, Nam Phi, Tanzania, Zambia, Zimbabwe. Môi trường sống tự nhiên của loài chim này là đồng cỏ ngập lụt hoặc ẩm ướt theo mùa nhiệt đới hoặc cận nhiệt đới.

## Phân loài
Loài này có ba phân loài: 
- Macronyx capensis altanus
- Macronyx capensis ameliae
- Macronyx capensis wintoni